# Mont Brunette
Le mont Brunette  est une montagne des Apennins culminant à 1 422 m d'altitude, qui se situe en Ombrie. 